# Per Kirkeby

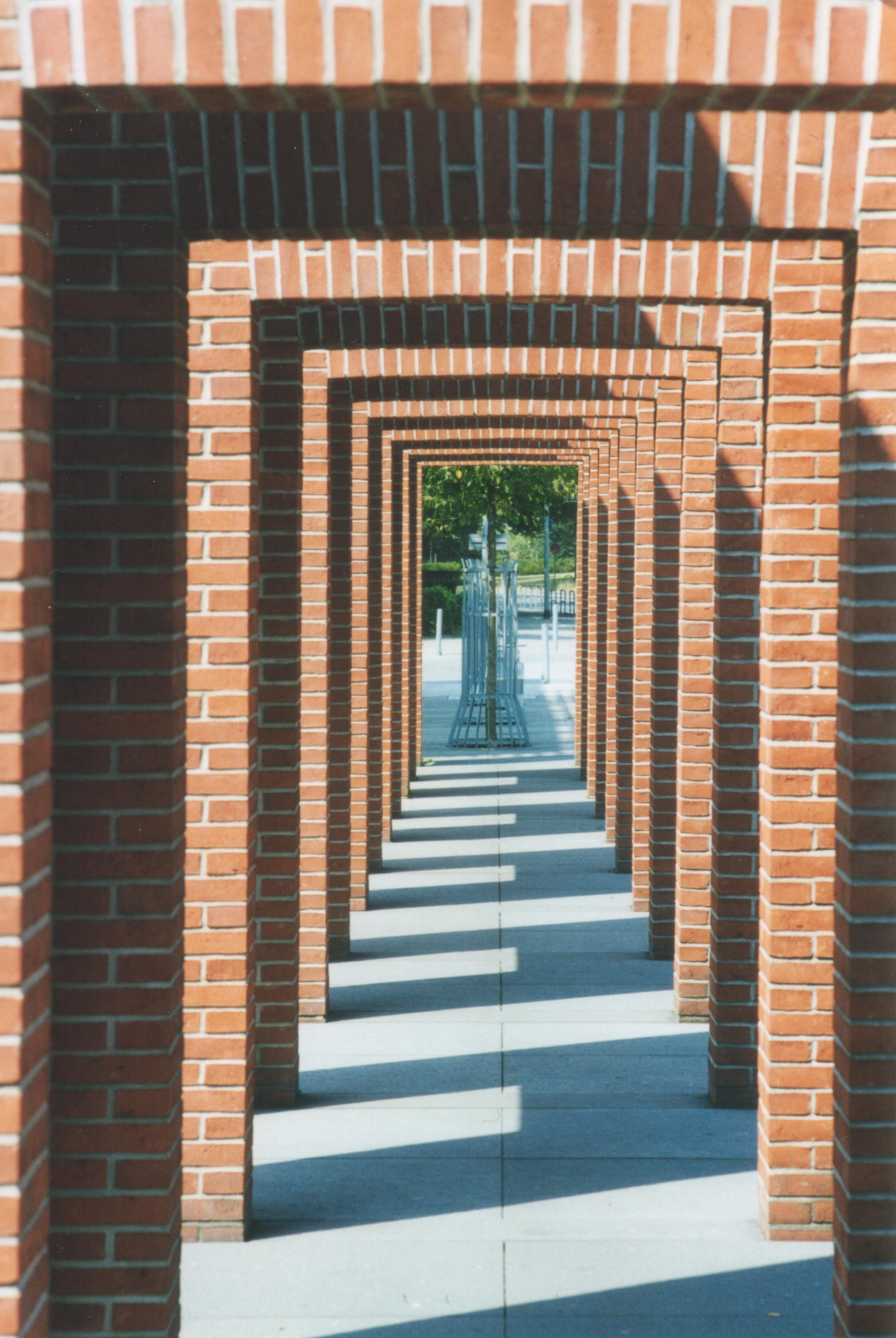
Escultura de ladrillo de Per Kirkeby frente a la Biblioteca Nacional de Alemania en Fráncfort del Meno, Alemania.

Per Kirkeby (Copenhague, 1 de septiembre de 1938-Ib., 9 de mayo de 2018) fue un pintor, escultor, realizador de películas y escritor danés. Vivió y pintó en un taller de Copenhague, y tuvo su casa en la isla Læsø situada entre Dinamarca y Suecia. 

## Biografía
Comenzó la pintura a la edad de catorce años. Ligeramente disléxico, prefirió rápidamente expresarse por el dibujo. Siguió estudios de ciencias naturales a la Universidad de Copenhague y participó, de 1958 a 1965, en numerosas expediciones científicas como geólogo. 
En 1971, fue Comisario nacional representando Dinamarca a la Bienal de París. 
Participó con esculturas en la nueva Ópera de Copenhague inaugurada en 2005.
Publicó poemas y novelas, y entró a la Academia danesa en 1982. Admiró le arquitectura de los mayas, Cézanne, Manet, Sra. de Staël y Eugène Leroy.
Se le conoció especialmente en Alemania, Inglaterra y España, donde museos le consagraron retrospectivas y donde se le reconoció como uno de los más importantes artistas europeos.

## Fotografías
- 1985: Per Kirkeby en su estudio, en Hellerup, Copenhague. Foto: Peter Lind.
- 1989: trabajo de Per Kirkeby en el parque del río Turia, Valencia, con motivo de su exposición en el IVAM. Foto: Peter Lind.